# Guennadi Rojdestvenski
Pour les articles homonymes, voir Rojdestvenski.
Guennadi Nikolaïevitch Rojdestvenski (en russe : Генна́дий Никола́евич Рожде́ственский, transcription anglophone : Gennady Rozhdestvensky) est un chef d'orchestre soviétique puis russe, né le 4 mai 1931 à Moscou et mort le 16 juin 2018.

## Biographie
Rojdestvenski est le fils d’une famille de musiciens moscovites. Son père est le chef d’orchestre Nikolaï Anossov et sa mère la soprano du Bolchoï, Natalia Rojdestvenskaïa (en), dont il a pris le nom de jeune fille.
En tant que spécialiste du répertoire russe du XIXe et surtout XXe siècle, Guennadi Rojdestvenski est l'ami de tous les compositeurs importants de son pays, notamment Dmitri Chostakovitch, Alfred Schnittke et Irina Schnittke, Sofia Goubaïdoulina, Edison Denisov, et proche des plus grands instrumentistes de l’époque, notamment les russes David Oïstrakh (violon), Sviatoslav Richter (piano) et Mstislav Rostropovitch (violoncelle). Il est un peu moins à l'aise dans la musique du XVIIIe siècle, qu'il dirige pourtant également, affirmant toutefois que « Mozart se dirige tout seul ! ». Il a enregistré avec l’Orchestre symphonique de la Chapelle de l'État russe  toutes les symphonies de Chostakovitch, d’ Alexandre Glazounov, d’ Anton Bruckner, d’ Arthur Honegger et d’ Alfred Schnitke. 
Très précoce, le chef fut surnommé « super-génie » par Sergueï Prokofiev alors qu'il avait à peine vingt ans.

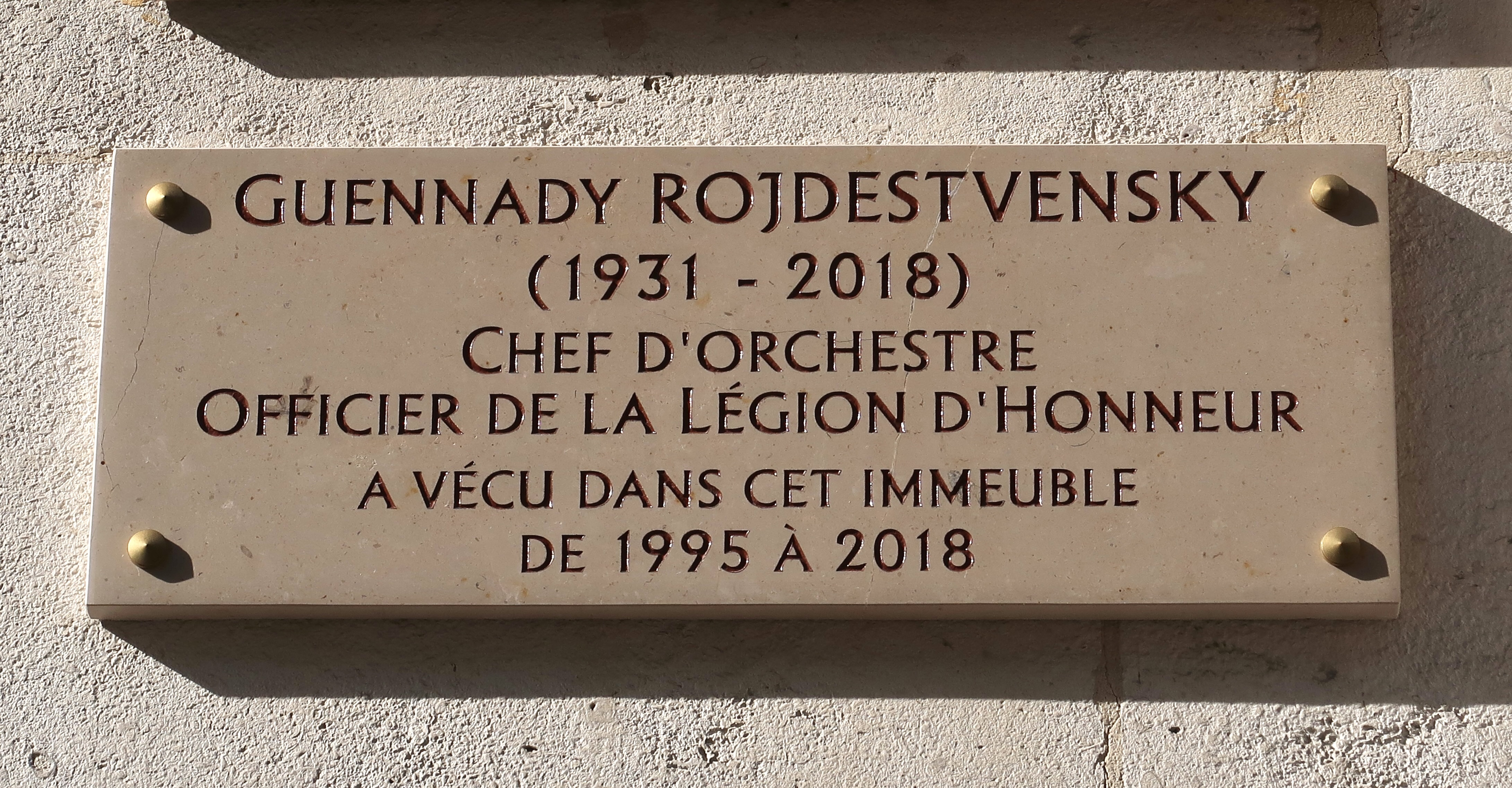
Plaque commémorative au 78, avenue Mozart à Paris.

Rojdestvenski, qui était marié depuis 1969 à la pianiste Viktoria Postnikova, avec qui il a eu un fils également musicien, Sacha Rojdestvenski, est décédé le 16 juin 2018 et est inhumé au Cimetière de la Présentation à Moscou.
Il a habité au 78 avenue Mozart à Paris de 1995 à 2018. Une plaque commémorative lui rend hommage.
Guennadi Rojdestvenski a notamment eu comme élève Constantin Tchoudovski.

## Discographie
Guennadi Rojdestvenski a enregistré pour différents labels, notamment Melodiya, BIS, Chandos et ponctuellement sous licence chez Regis, Russian Revelation, Yedang, RCA...
Répertoire russe
- Borodine, Symphonie no 1, Danses polovtsiennes du « Prince Igor » ;
- Chedrine, Symphonie no 2, « Stikhira » pour grand orchestre ;
- Chostakovitch, les 15 Symphonies, « Le Nez » (opéra), « Moscou quartier des Cerises » (opérette), Ballets : "Le Boulon", "L'Âge d'or", "Le Clair ruisseau", Concertos pour violon (Oïstrakh), Romances ;
- Denisov, « Peinture » pour grand orchestre ;
- Dukelsky, « Zéphyre et Flore », ballet ;
- Glazounov, les 8 Symphonies, « Le Roi des Juifs » (musique de scène), Poème Lyrique, Procession Solennelle, Scènes de Ballet,
- Khatchaturian, « Gayaneh » suite de ballet ;
- Khrennikov, Symphonie no 2, Concerto pour violoncelle (Rostropovitch) ;
- Kikta, « Noëls d'Ukraine », « Fresques de Sainte-Sophie » ;
- Knipper, Concerto-Monologue pour violoncelle et orchestre (Rostropovitch) ;
- Moussorgski, « Le Mariage » (opéra), « Une nuit sur le mont Chauve », poème symphonique ;
- Prokofiev, les 7 Symphonies, « Pierre et le Loup » (raconté par Gérard Philipe), intégrale des ballets : « Roméo et Juliette », « Cendrillon », « La Fleur de pierre », « Chout », « Sur le Dniepr », « Hamlet », Cantates : de l'Enfant oublié, de la Garde...
- Rachmaninoff, Symphonie no 2, « Le Rocher », fantaisie symphonique ;
- Rimski-Korsakov, « Schéhérazade », « Capriccio espagnol », « La Grande Pâque russe »...

- Schnittke, Symphonies, Cantate « Docteur Faust » ;
- Stravinsky, « Le Baiser de la Fée » (ballet) ;
- Tchaïkovski, Ballets : « Le Lac des Cygnes », "La Belle au bois dormant" et « Casse-Noisette », les 6 Symphonies, « Manfred », « Capriccio Italien », « L'Orage », « Roméo et Juliette » ; opéras : « L'Opritchnik » et « Tcherevitchki » ;
- Tcherepnine, « Narcisse et Echo » (ballet),
- Tischchenko, Symphonie no 6 ;
- Vainberg, Concerto pour violoncelle en ut mineur, op. 43 (Rostropovitch) ;

Autres répertoires
- Georges Enesco, 3 Symphonies, 2 Rhapsodies Roumaines, Suite no 3 "Villageoise" (Chandos)
- Lumbye : Valses et galops (Chandos)
- Martinů, Symphonies (Yedang et Russian Revelation)
- Nielsen, Aladdin, Symphonies, œuvres orchestrales (Chandos)
- Sibelius, Symphonies, poèmes symphoniques (Melodiya)
- Stenhammar, Concerto pour piano no 1, Fragment extr. Symphonie no 3 (Chandos)

Bruckner
Rojdestvenski a enregistré également une intégrale des onze symphonies d'Anton Bruckner. En plus des deux symphonies non numérotées, cette intégrale inclut les deux versions de la Symphonie no 1, les trois versions de la Symphonie no 3, ainsi que l'Adagio de 1876, les deux versions de la Symphonie no 4, ainsi que le "Volksfest Finale" de 1878 et la réorchestration par Mahler, et la complétion de Samale et Mazzuca du final de la Symphonie no 9. La version 1887 de la Symphonie no 8, enregistrée en février 1988, n'a par erreur pas été commercialisée. Une exécution ultérieure de cette version avec l'Orchestre du théâtre Bolchoï (10 mars 2009) peut être écoutée sur le site de John Berky. Le cycle de Rojdestvenski reste le cycle le plus complet actuellement disponible des symphonies de Bruckner.

## Vidéographie
- Conversations avec Guennadi Rojdestvenski, un film de Bruno Monsaingeon (2015 DVD Idéale Audience & EuroArts Music International)

## Collaborations

### Avec David Oistrakh
Concertos pour violon
- Brahms
- Brahms (Double Concerto, avec Rostropovitch)
- Tchaïkovski
- Sibelius
- Chostakovitch (deux concertos)